# Михаил (Донсков)
Архиепи́скоп Михаи́л (в миру Симео́н Васи́льевич Донско́в; 29 марта 1943, Париж, Франция) — епископ Русской православной церкви заграницей на покое, бывший архиепископ Мёдонский, викарий Женевской и Западно-Европейской епархии.

## Биография
Родился 29 марта 1943 года в Париже в семье донского казака станицы Зотовской Хопёрского округа Василия Семёновича Донскова (1898—1986). Был крещён епископом Матфеем (Семашко). Впервые исповедался в семь лет у святителя Иоанна Шанхайского.
По собственным воспоминаниям, «все в моей семье дома говорили только по-русски, во-вторых, родное наречие помогала сохранить Церковь. Все регулярно ходили в храм, и я рос при храме с самого детства. Священники окормляли даже самых маленьких прихожан, не только уча нас молитвам, но и играя с нами в футбол». Прислуживал в алтаре с семи лет.
С 1950 года участвовал в юношеских православных лагерях. С 1951 года пел в церковном хоре юношеских лагерей.
В 1954 году окончил иезуитский интернат Святого Георгия в Медоне под Парижем. Кроме того, параллельно учился в 10-классной русской школе А. М. Осоргиной, где раз в неделю изучались Закон Божий, литература, русский язык и русская история. По собственным воспоминаниям, «Все школьные и студенческие годы у нас была очень активная общественная жизнь, были лекции, волейбольная команда, оркестр, хор, в котором я пел. Помимо учёбы, экзаменов, мы всегда были очень заняты: летом отдыхали в детских лагерях, а зимой углубленно изучали русскую историю и культуру».
С 1959 по 1966 год летом и весной руководил лагерями «Витязей» во Франции, а зимой в Австрии.
С 1960 года служил псаломщиком и регентом.
В 1965—1966 годах проходил военную службу в санитарных частях.
Полученный им в 1966 году диплом вожатого в летних лагерях (фр. Diplôme de Moniteur de Colonies de Vacances) позволил ему вести педагогическую деятельность в юношеских православных лагерях, в которых он участвовал с детства. Школу инструктора и впоследствии руководителя «Национальной организации витязей» он прошёл непосредственно при основателе «Витязей» — Николае Фёдорове.
Участвовал в работе культурно-просветительского отдела Объединения молодёжи витязей (ОМВ). Входил в состав театральной группы ОМВ, играл в спектаклях «Свадьба» Антона Чехова в постановке Веры Греч, «Завтрак у предводителя» Ивана Тургенева, «Ревизор» Николая Гоголя и др. Выступал на ёлках НОВ, русской приходской школы A. M. Осоргиной и др.
С 1969 года работал в госпиталях Парижа и его окрестностях. С 1978 года, наряду со службой, преподавал в госпиталях и медицинских школах физику дыхания. В общей сложности проработал в госпиталях тридцать лет.
В 1979 году архиепископом Антонием (Бартошевичем) поставлен во чтецы, в 1980 году — во иподиаконы, в 1981 году рукоположён во диакона, служил в клире храма Всех Святых в земле Российской просиявших в Париже.
В 1991 году архиепископом Антонием (Бартошевичем) рукоположён в сан иерея. С того же года служил духовником Парижского округа «Витязей».
После распада СССР приезжал на родину, встречался с родственниками. 9 ноября 1993 года Архиерейский синод РПЦЗ освободил епископа Варнаву (Прокофьева) от должности Синодального представителя в России. Новыми представителями Синод назначил протоиерея Константина Фёдорова, настоятеля Новой Коренной пустыни под Нью-Йорком, и священника Симеона Донскова из Брюсселя.
В 1994 и 1995 годах руководил также двумя лагерями в России, на Дону.
В Светлый пяток 1996 года митрополитом Виталием (Устиновым) пострижен в монашество, в Фомино воскресенье — возведён в сан игумена.
29 июня 1996 года в Синодальном Знаменском соборе был хиротонисан во епископа Торонтского, викария Монреальской и Канадской епархии. Канадской епархией на тот момент управлял из за отсутствия правящего архиерея первоиерарх РПЦЗ митрополит Виталий (Устинов).
В октябре 1996 года назначен координатором Архиерейского совещания Российских преосвященных с включением в его состав и управляющим Московской, Санкт-Петербургской и Суздальской епархиями РПЦЗ.
17 октября 2000 года решением Архиерейского синода РПЦЗ освобождён от временного управления Северо-Русской епархией и одновременно назначен официальным представителем Архиерейского синода для сношений с Совещанием Российских преосвященных. В качестве его подворья в России были выделены храмы в Подольске и Санкт-Петербурге.
10 июля 2001 года на заседании Синода РПЦЗ митрополит Виталий дал согласие уйти на покой в связи с преклонным возрастом, однако в ночь на 26 октября того же года был вывезен группой духовенства и мирян в Преображенский скит в Мансонвилле. 27 октября от имени митрополита Виталия было распространено «Чрезвычайное заявление», содержавшее отказ от передачи полномочий избранному Архиерейским Собором РПЦЗ новому первоиерарху митрополиту Лавру (Шкурле). Понимая, что престарелый митрополит Виталий оказался заложником интриг своего окружения, епископ Михаил пытался оградить митрополита Виталия от влияния изолировавшей его в Мансонвилле группировки, но эти попытки оказались неудачными и привели лишь к обострению ситуации.
29 ноября 2001 года в целях урегулирования обстановки в Канадской епархии решением Синода РПЦЗ епископ Михаил был переведён из Канады.
В мае 2002 году получил титул епископа Бостонского, викария Восточно-Американской епархии.
Решением Архиерейского синода РПЦЗ от 14—16 мае 2002 года в связи с уходом в раскол архиепископа Лазаря (Журбенко) и епископа Вениамина (Русаленко) был восстановлен в качестве представителя Архиерейского синода в России с полномочиями архипастырского окормления приходов в Москве, Санкт-Петербурге, Воронеже и Курске, а также для участия в Совещаниях Российских преосвященных.
Был активным сторонником примирения и сближения РПЦЗ и Московской патриархии. В 2003—2004 годах находился в Подольске (Московская область), окормляя общину храма Святых Царственных Мучеников на территории усадьбы Владимира Мелихова, который в то время являлся директором Подольского цементного завода (в те годы храм, несмотря на отсутствие канонического общения между РПЦЗ и РПЦ МП, имел статус «подворья» РПЦЗ в России).
Понимая каноническую ненормальность существования приходов РПЦЗ на канонической территории Московской патриархии, проводил последовательный курс на ликвидацию приходов РПЦЗ на территории Российской Федерации. По его собственным словам, произнесённым спустя некоторое время после приезда в Подольск, «он приехал в Россию для того, чтобы закрыть российские приходы РПЦЗ». Такие его действия сталкивались с непониманием и противодействием многих прихожан этого храма, а также других храмов РПЦЗ в России.
С 25 июля 2004 года по 28 февраля 2005 года сопровождал в путешествии по России мощи преподобномучениц Великой княгини Елизаветы Фёдоровны и инокини Варвары, он посетил 71 епархию Русской православной церкви в России (от западных её рубежей до побережья Тихого океана), Белоруссии, Казахстане, Узбекистане, Таджикистане, Киргизии, Азербайджане, в Прибалтике. По отзыву самого епископа Михаила, «Во время поездок с мощами святых преподобномучениц Елизаветы и Варвары по епархиям Русской Православной Церкви я молился в алтаре вместе со всеми священнослужителями храмов, и некоторые архиереи предлагали мне облачиться и сослужить, но приходилось уклоняться от этого, так как не был ещё подписан акт о единстве Церкви. Однако это не умаляло нашего совместного молитвенного общения. Многие архиереи принимали меня горячо. И было чувство, что мы уже на пороге того единства, к которому так долго стремились».
Во время этой поездки с 29 сентября по 2 октября 2004 года вместе с духовенством Московского патриархата побывал на острове Родос в Греции, где принял участие в Мировом общественном форуме «Диалог цивилизаций», устроенном Центром национальной славы России и Фондом Андрея Первозванного.
На Архиерейском соборе РПЦЗ 2006 года, проходившем с 15 по 19 мая 2006 года в Сан-Франциско, был определён епископом Женевским и Западно-Европейским вместо ушедшего на покой по болезни епископа Амвросия (Кантакузена).
28 сентября 2006 года в Крестовоздвиженском соборе в Женеве на престольный праздник состоялось официальное вступление епископа Михаила в должность. Епископ Амвросий (Кантакузен) обратился к своему преемнику со словами приветствия, напомнив собравшимся, что владыка Михаил после десятилетнего перерыва возвращается в свою родную епархию, где он вырос и нёс служение как клирошанин, чтец, иподиакон, диакон и священник.
С 25 по 28 апреля 2007 года в качестве представителя Архиерейского синода РПЦЗ, вёл переговоры о положении «зарубежных» приходов на Украине. Переговоры оказались неудачными: вся Одесская епархия РПЦЗ во главе с епископом Агафангелом (Пашковским) после подписания Акта о каноническом общении ушла в раскол, став центром неканонической РПЦЗ(А).
Был в составе делегации Русской православной церкви заграницей, прибывшей в Россию в мае 2007 года для торжественного подписания Акта о каноническом общении и восстановления евхаристического общения Русской церкви за рубежом и в Отечестве. В России сопровождал первоиерарха РПЦЗ митрополита Лавра в его поездке в Курскую епархию, а затем отправился на берега Дона, на родину своих предков, где совершил Божественную литургию в соборе в Новочеркасске, исторической столице Донского казачества.
13—15 октября 2007 года согласно постановлению Архиерейского синода принял участие в торжествах Грузинской православной церкви в честь 1400-летия Мцхетского монастыря Святого креста (Джвари) и 30-летия Патриаршей интронизации католикоса-патриарха всея Грузии Илии II.
13 мая 2008 года на Архиерейском соборе РПЦЗ, избравшем архиепископа Илариона (Капрала) новым первоиерархом РПЦЗ, епископ Михаил был избран запасным членом Архиерейского синода РПЦЗ.

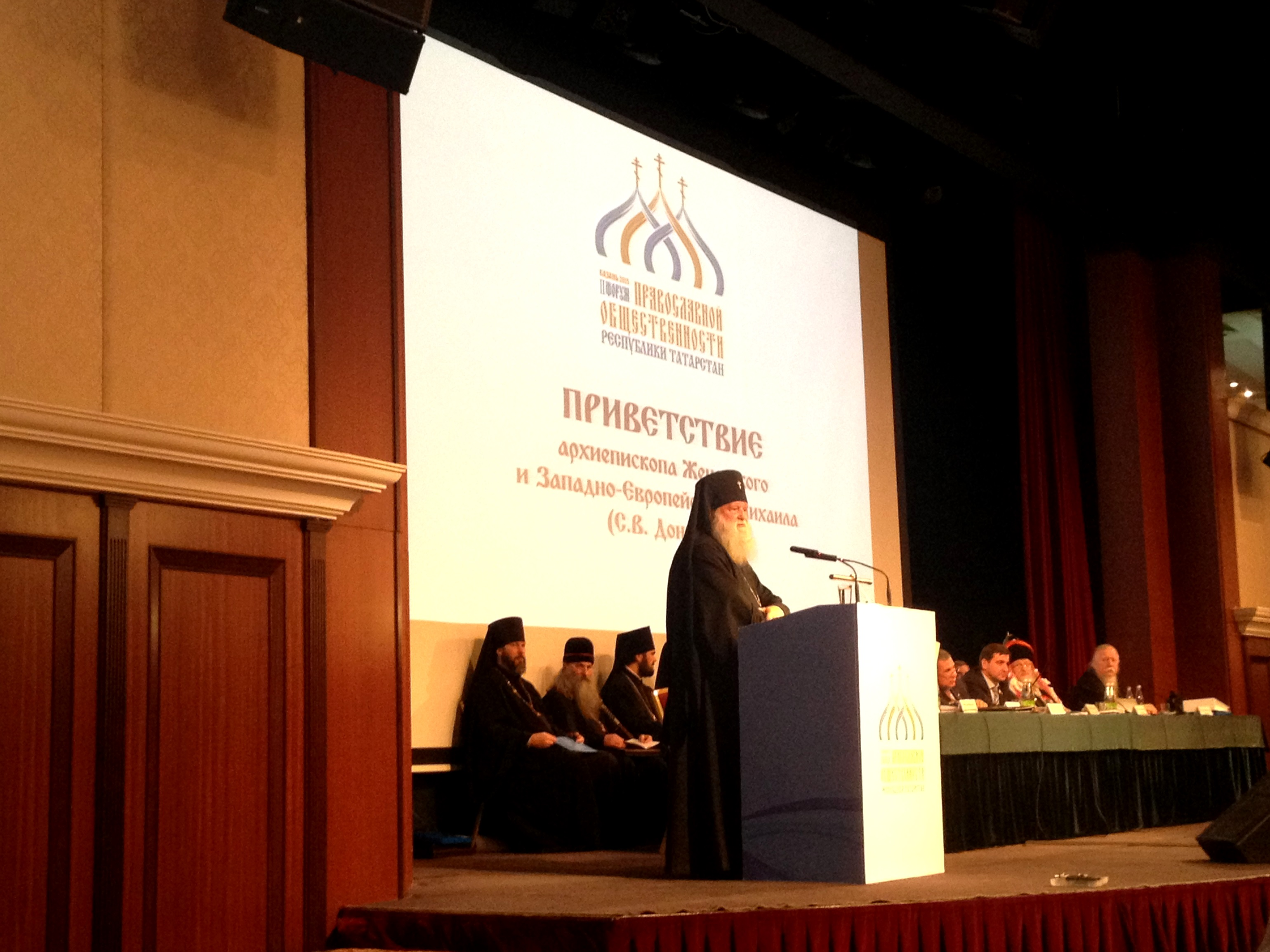
Выступление архиепископа Михаила (Донскова) на II Форуме православной общественности Республики Татарстан (Казань, 26 ноября 2015 года)

В середине июле 2008 года вместе с группой прихожан Западно-Европейской епархии принял участие в паломничестве в Екатеринбург по случаю отмечавшегося 90-летия подвига святых Царственных Мучеников в ночь с 16 на 17 июля 1918 года. В конце июля представлял Русскую православную церковь заграницей на торжествах в Киеве, посвящённых 1020-летию Крещения Руси и приуроченных к празднику Равноапостольного князя Владимира.
21 октября 2008 года указом президента России Дмитрия Медведева принят в российское гражданство. Об этом сообщил в Москве после ежегодного заседания правления и попечительского совета Фонда Андрея Первозванного его глава Владимир Якунин, который поздравил своего соработника-архиерея, традиционно принимающего участие в церковных программах Фонда.
С 2009 года — член Ассамблеи православных епископов Франции.
9 декабря 2011 года на зимнем заседании Архиерейского синода Русской зарубежной церкви возведён в сан архиепископа.
1 июня 2017 года в адрес Синода была направлена — от имени женевского Общества Русской церкви, официального собственника Крестовоздвиженского собора, и прихожан — формальная просьба об отстранении архиепископа Михаила «от его обязанностей как главы Западно-Европейской епархии или, по крайней мере, архиепископа Женевского». Называлась точная дата, до которой подписанты согласны были ждать решения — 1 октября. Претензии к архиепископу, сформулированные на 11 страницах и дополненные 24 приложениями, в целом касались: нарушения и прямой блокировки деятельности Общества русской церкви, собственника храма, и приходского совета; затратного ведения дел в соборе, особенно в последние годы, когда общество с трудом выискивало средства для ремонта; роли возглавляемого Владимиром Якуниным Фонда Андрея Первозванного как частной, но политизированной российской организации и членства архиерея в совете швейцарского представительства Фонда; грубости и хамства в отношении клириков и мирян; запретов и изгнаний несогласных.
17 июня 2017 группа прихожан (более 200 подписей) отправила в адрес Архиерейского синода письмо с поддержкой архиепископа Михаила с целью отвести обвинения. По мнению сторонников архиепископа Михаила письмо от имени Женевского общества Русской церкви не отражает мнение подавляющего большинства прихожан Крестовоздвиженского собора Женевы и представляет интерес узкой группы людей, называющих себя собственниками здания самого собора и административно управляющих зданием собора.
13 сентября 2017 года решением Священного синода временно (начиная с 28 сентября) освобождён от всех должностей при Крестовоздвиженском соборе и от управления Западно-Европейской епархией. Для выяснения всех обстоятельств конфликта была создана Синодальная комиссия во главе с архиепископом Кириллом (Дмитриевым). На время расследования состояния дел в Крестовоздвиженском кафедральном соборе Архиерейский синод определил местопребыванием архиепископа Михаила монастырь преподобномученицы Елизаветы в Бухендорфе (Германия).
Это решение привело к конфликту между прихожанами Крестовоздвиженского собора Женевы, ставшими на защиту архиепископа Михаила, и теми, кто поддержал «Общество Русской церкви».
18 октября на заседании Архиерейского синода РПЦЗ отмечалось, что «расследование конфликта между архиепископом Михаилом и „Обществом русской церкви“ в Женеве (SER), выявило целый ряд проблем в окормлении и управлении Западно-Европейской епархией. В связи с этим Архиерейский синод постановил обсудить эти вопросы вместе с архиепископом Михаилом на своем очередном заседании в субботу, 2 декабря».
2 декабря 2017 года на расширенном заседании Архиерейского синода назначен викарием Западно-Европейской епархии с титулом «архиепископ Медонский».
10 декабря митрополит Иларион (Капрал) в своём четвёртом послании клиру и пастве Крестовоздвиженского кафедрального собора в Женеве сообщил: «Собравшись в расширенном составе в дни Архиерейского Собора Русской Православной Церкви, посвященного 100-летию восстановления Патриаршества на Руси, Архиерейский Синод Русской Зарубежной Церкви тщательно рассмотрел положение дел в Крестовоздвиженском кафедральном соборе г. Женевы и выслушал как членов архиерейской комиссии, так и самого архиепископа Михаила. Всесторонне обсудив ситуацию, архиереи соборне сочли, ради мира церковного, оставить Западно-Европейскую епархию под омофором Председателя Архиерейского Синода, назначив архиепископа Михаила викарным епископом с титулом „архиепископ Мёдонский“. Это решение обеспечивает все условия для восстановления мира и начала нового периода в жизни Западно-Европейской епархии. Преосвященный Михаил впредь будет служить викарием в Медоне под Парижем, где есть процветающий приход с богатой историей и литургической жизнью и где будут подобающе заботиться о нём, как об архипастыре Церкви». Это решение было согласовано с Патриархом Кириллом.
С весны 2018 года согласно решению Архиерейского Синода РПЦЗ числится на покое.

## Награды
В 1995 году награждён серебряной медалью за более чем 25 лет служения в госпиталях.
26 июня 2008 года в Патриарших покоях Храма Христа Спасителя Патриарх Алексий II вручил ему Орден преподобного Сергия Радонежского II степени.
13 декабря 2008 года в Государственном Кремлёвском дворце «за большой личный вклад в воссоединение Русской Православной Церкви и укрепление единства русского народа» награждён премией фонда Андрея Первозванного «За веру и верность».
29 марта 2013 года Патриархом Кириллом «во внимание к Вашим трудам» и в связи с 70-летием награждён орденом преподобного Серафима Саровского II степени.
23 января 2016 года Патриарх Кирилл в Крестовоздвиженском кафедральном соборе в Женеве наградил его памятной панагией, изготовленной по случаю 1000-летия преставления святого равноапостольного великого князя Владимира.
29 марта 2018 года «во внимание к Вашим трудам» и в связи с 75-летием со дня рождения Патриархом Кириллом награждён орденом преподобного Серафима Саровского III степени.